# Pterolophia latefascia
Pterolophia latefascia là một loài bọ cánh cứng trong họ Cerambycidae.